# 누트로픽
누트로픽(영어: Nootropic)은 인지능력, 기억력, 주의력을 향상시키는 약물이다.
스트레스, 우울증도 궁극적으로는 인간의 생산성을 저해하므로 때에 따라서 항우울제도 누트로픽에 포함된다.
대표적인 것으로 , 아세틸-L-카르니틴 등이 있다.

## 종류

### 라세탐
뇌 대사 기능을 촉진하며, 주로 치매와 같은 고령자의 인지력 장애 증상의 개선에 쓰인다.
- 피라세탐
- 애니라세탐
- 프라미라세탐
- 옥시라세탐
- 네피라세탐

### 각성제
각성제는 흔히 사용되는 누트로픽이다.
각성제의 종류에 따라 투약시 기억력과 인지능력이 향상되지만, 부작용으로 환각이나 정신분열과 같은 정신병 증세가 나타날 수 있다.
- 암페타민
  - 메스암페타민 (필로폰)
  - 암페타민

- 교감신경 흥분제
  - 리복세틴
  - 아토목세틴
  - 시네피린

- 콜린성
  - 니코틴
  - 아레콜린

- 크산틴
  - 카페인
  - 테오브로민
  - 테오필린
  - 파라잔틴

## 같이 보기
- 신경정신약물